# Leonard Rossiter
Leonard Rossiter (Liverpool, 21 ottobre 1926 – Londra, 5 ottobre 1984) è stato un attore britannico.

## Biografia
Figlio di Elizabeth e John Rossiter, studiò al Liverpool Collegiate Grammar School dal 1939 al 1946. Dopo aver saputo della morte del padre, avvenuta durante la seconda guerra mondiale, potendo contare soltanto sull'aiuto economico della madre non poté permettersi di entrare nell'università. Iniziò a lavorare nelle assicurazioni, fino all'età di 27 anni. 
Sposato con l'attrice Gillian Raine, da cui ebbe una figlia, Camilla, Rossiter morì nel suo camerino prima di poter recitare nell'opera teatrale di Joe Orton Loot (Il malloppo), per una cardiomiopatia ipertrofica.

## Filmografia parziale
- Una maniera d'amare (A Kind of Loving), regia di John Schlesinger (1962)
- Io sono un campione (This Sporting Life), regia di Lindsay Anderson (1963)
- Billy il bugiardo (Billy Liar), regia di John Schlesinger (1963)
- Le lunghe navi (The Long Ships), regia di Jack Cardiff (1964)
- Qualcuno da odiare (King Rat), regia di Bryan Forbes (1965)
- Hotel Paradiso, regia di Peter Glenville (1966)
- La cassa sbagliata (The Wrong Box), regia di Bryan Forbes (1966)
- Creatura del diavolo (The Witches), regia di Cyril Frankel (1966)
- Più micidiale del maschio (Deadlier Than the Male), regia di Ralph Thomas (1967)
- 2001: Odissea nello spazio (2001: A Space Odyssey), regia di Stanley Kubrick (1968)
- Passo falso (Deadfall), regia di Bryan Forbes (1968)
- Oliver!, regia di Carol Reed (1968)
- Diamanti a colazione (Diamonds for Breakfast), regia di Christopher Morahan (1968)
- L'incredibile affare Kopcenko (Otley), regia di Dick Clement (1968)
- Luther, regia di Guy Green (1974)
- Barry Lyndon, regia di Stanley Kubrick (1975)
- La pantera rosa sfida l'ispettore Clouseau (The Pink Panther Strikes Again), regia di Blake Edwards (1976)
- La nave dei dannati (Voyage of the Damned), regia di Stuart Rosenberg (1976)
- Rising Damp, regia di Joseph McGrath (1980)
- Sulle orme della pantera rosa (Trail of the Pink Panther), regia di Blake Edwards (1982)
- Britannia Hospital, regia di Lindsay Anderson (1982)
- Acqua in bocca (Water), regia di Dick Clement (1985)

## Doppiatori italiani
Nelle versioni in italiano dei suoi film, Leonard Rossiter è stato doppiato da:
- Aldo Giuffré in 2001: Odissea nello spazio
- Mario Maranzana in Barry Lyndon
- Ferruccio Amendola in L'incredibile affare Kopcenko
- Sergio Tedesco in Billy il bugiardo
- Antonio Guidi in La Pantera Rosa sfida l'ispettore Clouseau